# Hvarf-Heim
Hvarf-Heim è la prima raccolta del gruppo musicale islandese Sigur Rós, pubblicato nel novembre 2007 dalla EMI.

## Descrizione
Si tratta di un doppio disco. Il primo, intitolato Hvarf, presenta tre brani inediti e delle versioni riarrangiate di Von e Hafsól, mentre il secondo, Heim, contiene versioni acustiche di precedenti brani appartenenti al loro catalogo. 
L'album è stato pubblicato il 5 novembre in Europa e il 6 nel Nord America, ma era disponibile fin dal 1 dello stesso mese nei circuiti peer-to-peer. Prima di questo, è stata pubblicata una versione limitata del singolo Hljómalind in un disco di vinile 7" il 28 ottobre. L'album ha debuttato al numero 23 in Gran Bretagna e 83 in Spagna, vendendo più di 50 000 copie in tutto il mondo solo nella prima settimana.

## Tracce
CD 1 – Hvarf
1. "Salka" (il nome della figliastra di Georg), inedito - 6:11
2. "Hljómalind"[1], inedito - 4:58
3. "Í Gær"[2] ("ieri"), inedito - 6:28
4. "Von" ("speranza"), versione originale in Von - 9:17
5. "Hafsól" ("sole del mare"), medesima versione comparsa nel singolo Hoppípolla del 2005, versione originale in Von - 9:50

CD 2 – Heim
1. "Samskeyti"[3] ("Attaccamento"), versione originale in ( ) - 5:23
2. "Starálfur" ("Elfo scrutatore"), versione originale in Ágætis byrjun - 5:30
3. "Vaka"[4] ("Il nome della figlia di Orri"), versione originale in ( ) - 5:21
4. "Ágætis Byrjun" ("Un buon inizio"), versione originale Ágætis byrjun - 6:38
5. "Heysátan" ("Covone"), versione originale Takk... - 4:45
6. "Von" ("Speranza"), versione originale in Von - 8:14

## Classifiche
| Paese             | Posizione più alta |
| ----------------- | ------------------ |
| Australia         | 49                 |
| Belgio (Fiandre)  | 18                 |
| Belgio (Vallonia) | 57                 |
| Francia           | 50                 |
| Germania          | 35                 |
| Italia            | 16                 |
| Norvegia          | 21                 |
| Paesi Bassi       | 92                 |
| Portogallo        | 19                 |
| Regno Unito       | 23                 |
| Spagna            | 83                 |
| Svezia            | 45                 |
| Svizzera          | 44                 |